# TJ Slavoj Koloveč
TJ Slavoj Koloveč (celým názvem Tělovýchovná jednota Slavoj Koloveč) je český fotbalový klub, který sídlí v Kolovči. Založen byl v roce 1932 pod názvem Sportovní klub Šumavan a v roce 2022 oslavil 90 let existence. V současné době hraje 5. nejvyšší českou fotbalovou soutěž – Přebor Plzeňského Kraje.
Největším klubovým úspěchem Slavoje je 9. místo v Divizi A v sezóně 2010/11. K dalším klubovým úspěchům patří tři vítězství v přeboru plzeňského kraje ze sezón 2009/2010, 2012/2013 a 2013/2014 nebo vítězství v poháru PKFS.
Nejznámější osobnosti klubu jsou Peter Grajciar, Petr Vlček, David Limberský nebo dvojčata Tomáš a Lukáš Došek.

## Historie

### Vznik klubu
V roce 1929 vznikl ve městě Koloveč Vzdělávací spolek Šumavan. Zpočátku se zaměřoval na ochotnické divadelní představení, avšak po dvou letech začala jeho činnost směřovat k sportu, především k fotbalu, který v té době začal získávat na venkově popularitu.
O tři roky později, tedy roku 1932, prošel spolek změnou a stal se Sportovním klubem Šumavan. Od té doby byl jeho hlavní aktivitou provozování fotbalu. Fotbal začal být v Kolovči hraná neformálně krátce po skončení první světové války. Dresy byly černobílé se svislými pruhy. Takto začala sportovní historie klubu, který se postupem času proměnil z ochotnického sdružení ve fotbalový tým a položil základy pro další sportovní aktivity a události ve městě.

### 30. léta
Nově zformovaný tým Šumavanu hrával přátelská utkání, protože na venkově neexistovaly oficiální mistrovské soutěže.
S příchodem okupace se některá vesnická mužstva posílila, když hráči z měst hráli za tyto týmy výměnou za potraviny a zásoby. Tímto způsobem se postupně formovala a rozvíjela fotbalová kultura a historie v regionu, která byla ovlivněna nejen sportovní vášní, ale i sociálními a hospodářskými podmínkami té doby.

### 40. léta
V roce 1948 došlo v Kolovči k sloučení veškeré tělovýchovy a sportovních aktivit. Tímto spojením vznikl název TJ Slavoj Koloveč, který se stal největší složkou tehdejší Národní fronty s členskou základnou čítající kolem 180 až 200 členů. TJ Slavoj provozoval komplexní tělesnou výchovu pro všechny věkové skupiny, včetně žáků, žákyň, dorostenců, žen a mužů.
Klub se aktivně účastnil všech regionálních sportovních akcí, jako byly Spartakiády v okolí a v rámci okresů.
Tělovýchovná jednota Slavoj Koloveč tak nejen sjednotila sportovní aktivity v městě po roce 1948, ale také byla významnou součástí celostátního hnutí Národní fronty a přispěla k rozvoji tělesného vzdělávání a sportu ve společnosti.

### 90. léta
V novodobé historii se TJ Slavoji Koloveč podařilo dosáhnout významného úspěchu, když postoupila do I.B třídy v sezóně 1990-1991.
V druhém roce po postupu do I.B třídy se tým umisťoval v první polovině tabulky. Tým "B" mužstva se také umísťoval v první polovině tabulky III. třídy okresní soutěže. Slavoj Koloveč se dále angažoval i v mládežnických kategoriích, jako jsou dorostenci a žáci, kteří hráli v okresních soutěžích.
Po neúspěšné sezóně 1993-1994, kdy tým nezvládl udržet své místo v soutěži, přišel pád do II. třídy. Nicméně tým dokázal vybojovat návrat do 1.B třídy v sezóně 1994-1995. V sezóně 1996-1997 se bohužel týmu nepodařilo udržet se a došlo k pádu zpět do II. třídy. Tým zůstal v této soutěži devět sezón, během kterých se vystřídala řada trenérů.

### Novodobá historie
V sezóně 2005-2006 se Slavoji podařil další významný úspěch. Tým postoupil zpět do I.B třídy. Po jedné sezóně v této třídě tým postoupil do ještě vyšší I.A třídy.
Tímto postupem fotbalisté navázali na slavné kolegy z 60. let, kteří také dosáhli významných úspěchů. V mládežnických kategoriích byli také zaznamenány úspěchy. Starší a mladší žáci postoupili v sezóně 2005-2006 do krajské soutěže. Dorostenci postoupili v sezóně 2007-2008 do krajské soutěže.
Tímto způsobem klub Slavoj Koloveč pokračoval ve své sportovní historii a dosáhl dalších úspěchů jak v dospělých soutěžích, tak i v mládežnických kategoriích.
V sezóně strávené v 1.A třídě Slavoj Koloveč exceloval s absolutním přehledem. Tým se vedl k významnému úspěchu a postupu do Krajského přeboru na sezónu 2008-2009. Tým dorostu se též účastnil Krajské soutěže, zatímco žákovský tým se rozhodl odhlásit z Krajského přeboru.
Pro následující ročník byla situace obohacena o sloučení s FK CH. Union, což znamenalo přidání dvou dalších mužstev. Týmy Koloveč "B" a Koloveč "C" byly založeny a přihlášeny do okresních soutěží: "B" tým do II. třídy okresu a "C" tým do III. třídy okresu. Tímto sloučením a rozšířením týmů se klub rozrostl a zahrnoval širší spektrum soutěží na různých úrovních.

### Zlatá generace
V sezóně 2008/2009 Slavoj Koloveč prožil historický rok v krajském přeboru. Jako nováček si vedl velmi dobře a dokázal obsadit 5. místo. Toto umístění bylo pro klub velkým úspěchem, a to zejména vzhledem k tomu, že se jednalo o jeho první sezónu v této vyšší soutěži. Do týmu se připojila významná osobnost soutěže, Petr Vlček.
Následující sezóna 2009/2010 byla pro Slavoj ještě významnější. Tým nastoupil s cílem postoupit do republikové soutěže, konkrétně Divize. Slavoj byl celkově vítězem soutěže a postoupil do republikové soutěže. Tímto způsobem klub dosáhl historického úspěchu a dostal se na ještě vyšší úroveň soutěží.
V sezóně 2010/2011 Slavoj Koloveč společně s týmy Domažlice a Doubravka reprezentoval Plzeňský fotbal v republikové soutěži Divize A.
Pro následující sezónu, tedy 2010/2011 tým desáté místo v soutěži Divize A, což zajistilo jeho místo v dalším ročníku této divize.
V sezóně 2011/2012 Slavoj Koloveč čelil několika změnám v kádru. Přesto se do týmu připojili noví kvalitní hráči, kteří měli posílit tým a přivést ho k úspěchům. Během podzimu se tým držel spíše v dolní části tabulky.
Pro jarní část sezóny se trenérský kádr změnil. Během této části sezóny se do týmu vrátila dvojčata Tomáš a Lukáš Doškovi, a také se vrátil Petr Vlček, spolu s dalšími. Nicméně tým začal ztrácet body a ačkoli se zachránil v Divizi, pro následující sezónu 2012/2013 se do této soutěže již nepřihlásil.
Tímto způsobem ukončil Slavoj Koloveč svou účast v této divizi a posunul se směrem k jiným výzvám a cestám v rámci své fotbalové historie.

### "Po divizní" období
V sezóně 2012/2013 se Slavoj Koloveč zapojil do soutěže Krajského přeboru. I přes změny se v týmu udržela řada klíčových hráčů. Skvělý týmový výkon vedl k tomu, že tým Slavoje vyhrál Krajský přebor a umístil se na prvním místě. Přestože byl potenciálně připraven postoupit do Divize, klub se rozhodl tento postup odmítnout.
V následující sezóně 2013/2014 Slavoj opět vyhrál Krajský přebor, ale opakovaně odmítl postup do Divize. V sezóně 2014/2015 tým dosáhl třetího místa v soutěži, avšak vedení klubu přihlásilo mužstvo A týmu pro následující sezónu do I.B třídy. Současně docházelo ke změnám v sestavě týmu, kdy někteří hráči odešli na hostování do jiných klubů.
Tímto způsobem klub Slavoj Koloveč i nadále působil v různých soutěžích, ačkoli se rozhodl několikrát nepostoupit do vyšších divizí. Důležitým faktorem zůstávala stabilní skupina hráčů a vedení, které se podílelo na úspěších týmu.
Po sezoně 2015/2016 hráli oba týmy Kolovče nižší soutěže. V sezóně 2021/2022 Slavoj Koloveč postoupil ze II. třídy a nasledně další rokem (2022/2023) z I. B třídy. Sezónou 2023/2024 hraje A tým I. A třídu a B tým I. B třídu.

### Historické názvy
- 1929 – Vzdělávací spolek Šumavan
- 1932 – Sportovní klub Šumavan
- 1948 – TJ Slavoj Koloveč

## Umístění v jednotlivých sezonách
Legenda: Z – zápasy, V – výhry, R – remízy, P – porážky, VG – vstřelené góly, OG – obdržené góly, +/− – rozdíl skóre, B – body, zlaté podbarvení – 1. místo, stříbrné podbarvení – 2. místo, bronzové podbarvení – 3. místo, červené podbarvení – sestup, fialové podbarvení - nedokončeno z důvodu pandemie koronaviru.
| Česko (1990 – ) |                                    |        |    |    |   |    |     |     |      |    |        |
|                 |                                    |        |    |    |   |    |     |     |      |    |        |
| Sezóny          | Soutěž                             | Úroveň | Z  | V  | R | P  | VG  | OG  | +/−  | B  | Pozice |
| 1990/91         | II. třída                          | 8      |    |    |   |    |     |     |      |    | 1.     |
| 1991/92         | I.B třída                          | 7      | 26 | 12 | 5 | 9  | 56  | 48  | 8    | 29 | 6.     |
| 1992/93         | I.B třída                          | 7      | 26 | 11 | 6 | 9  | 64  | 52  | 12   | 28 | 4.     |
| 1993/94         | I.B třída                          | 7      | 26 | 9  | 5 | 12 | 44  | 45  | -1   | 23 | 7.     |
| 1994/95         | I.B třída                          | 7      | 26 | 2  | 4 | 20 | 34  | 81  | -47  | 10 | 14.    |
| 1995/96         | II.třída                           | 8      |    |    |   |    |     |     |      |    |        |
| 1996/97         | II.třída                           | 8      |    |    |   |    |     |     |      |    | 1.     |
| 1997/98         | I.B třída                          | 7      | 26 | 8  | 6 | 12 | 41  | 52  | -11  | 30 | 11.    |
| 1998/99         | I.B třída                          | 7      | 26 | 8  | 6 | 12 | 42  | 71  | -29  | 30 | 10.    |
| 1999/00         | I.B třída                          | 7      | 26 | 4  | 3 | 19 | 19  | 71  | -52  | 15 | 14.    |
| 2000/01         | II.třída                           | 8      |    |    |   |    |     |     |      |    |        |
| 2001/02         | II.třída                           | 8      |    |    |   |    |     |     |      |    |        |
| 2002/03         | II.třída                           | 8      |    |    |   |    |     |     |      |    |        |
| 2003/04         | II.třída                           | 8      |    |    |   |    |     |     |      |    |        |
| 2004/05         | II.třída                           | 8      | 26 | 12 | 4 | 10 | 50  | 42  | +8   | 40 | 5.     |
| 2005/06         | II.třída                           | 8      | 14 | 10 | 3 | 1  | 47  | 19  | +28  | 33 | 1.     |
| 2006/07         | I.B třída                          | 7      | 26 | 18 | 5 | 3  | 65  | 21  | +44  | 59 | 1.     |
| 2007/08         | I.A třída                          | 6      | 30 | 26 | 3 | 1  | 107 | 24  | +83  | 81 | 1.     |
| 2008/09         | Krajský přebor mužů                | 5      | 30 | 14 | 4 | 12 | 71  | 58  | +13  | 46 | 6.     |
| 2009/10         | Krajský přebor mužů                | 5      | 30 | 19 | 4 | 7  | 86  | 29  | +57  | 61 | 1.     |
| 2010/11         | Divize A                           | 4      | 30 | 11 | 7 | 12 | 54  | 45  | +9   | 40 | 9.     |
| 2011/12         | Divize A                           | 4      | 30 | 8  | 6 | 16 | 43  | 48  | -5   | 30 | 14.    |
| 2012/13         | Krajský přebor mužů                | 5      | 30 | 19 | 4 | 7  | 86  | 29  | +57  | 61 | 1.     |
| 2013/14         | Krajský přebor mužů                | 5      | 30 | 24 | 6 | 0  | 124 | 37  | +87  | 82 | 1.     |
| 2014/15         | Krajský přebor mužů                | 5      | 30 | 19 | 1 | 10 | 98  | 55  | +43  | 59 | 3.     |
| 2015/16         | I.B třída                          | 7      | 26 | 18 | 0 | 8  | 76  | 44  | +32  | 51 | 3.     |
| 2016/17         | I.B třída                          | 7      | 26 | 13 | 0 | 13 | 65  | 65  | 0    | 38 | 6.     |
| 2017/18         | I.B třída                          | 7      | 26 | 15 | 0 | 11 | 44  | 53  | -9   | 41 | 6.     |
| 2018/19         | I.B třída                          | 7      | 26 | 8  | 0 | 18 | 38  | 101 | -63  | 21 | 13.    |
| 2019/20         | II.třída                           | 8      | 13 | 9  | 0 | 4  | 51  | 21  | +30  | 28 | 2.     |
| 2020/21         | II.třída                           | 8      | 10 | 8  | 0 | 2  | 40  | 18  | +22  | 23 | 3.     |
| 2021/22         | II.třída                           | 8      | 22 | 22 | 0 | 0  | 152 | 6   | +146 | 66 | 1.     |
| 2022/23         | I.B třída                          | 7      | 26 | 22 | 1 | 3  | 116 | 37  | +79  | 67 | 1.     |
| 2023/24         | I.A třída                          | 6      | 30 | 23 | 2 | 5  | 114 | 50  | +64  | 71 | 2.     |
| 2024/25         | 5. Plzeňská krajská fotbalová liga | 5      | 30 | 17 | 1 | 12 | 88  | 69  | +19  | 52 | 4.     |

## Umístění v jednotlivých sezonách (B tým)
Legenda: Z – zápasy, V – výhry, R – remízy, P – porážky, VG – vstřelené góly, OG – obdržené góly, +/− – rozdíl skóre, B – body, zlaté podbarvení – 1. místo, stříbrné podbarvení – 2. místo, bronzové podbarvení – 3. místo, červené podbarvení – sestup, fialové podbarvení - nedokončeno z důvodu pandemie koronaviru.
| Česko (2008 – ) |           |        |    |    |   |    |     |    |     |    |        |
|                 |           |        |    |    |   |    |     |    |     |    |        |
| Sezóny          | Soutěž    | Úroveň | Z  | V  | R | P  | VG  | OG | +/− | B  | Pozice |
| 2008/09         | II.třída  | 8      | 26 | 15 | 4 | 7  | 85  | 50 | +35 | 49 | 3.     |
| 2009/10         | II.třída  | 8      | 26 | 17 | 4 | 5  | 68  | 39 | +29 | 55 | 3.     |
| 2010/11         | II.třída  | 8      | 26 | 24 | 1 | 1  | 118 | 24 | +94 | 73 | 1.     |
| 2011/12         | I.B třída | 7      | 26 | 10 | 7 | 9  | 43  | 47 | -4  | 41 | 7.     |
| 2012/13         | I.B třída | 7      | 26 | 10 | 2 | 14 | 72  | 82 | -10 | 33 | 9.     |
| 2013/14         | I.B třída | 7      | 26 | 11 | 3 | 12 | 70  | 59 | +11 | 39 | 5.     |
| 2014/15         | I.B třída | 7      | 24 | 10 | 5 | 9  | 61  | 47 | +14 | 39 | 5.     |
| 2015/16         | II. třída | 8      | 26 | 13 | 4 | 9  | 87  | 52 | +25 | 45 | 4.     |
| 2016/17         | II. třída | 8      | 26 | 14 | 4 | 8  | 71  | 48 | +23 | 48 | 5.     |
| 2017/18         | II. třída | 8      | 26 | 17 | 3 | 6  | 90  | 41 | +49 | 56 | 4.     |
| 2018/19         | II. třída | 8      | 26 | 14 | 1 | 11 | 80  | 68 | 12  | 43 | 5.     |
| 2019/20         | III.třída | 9      | 9  | 7  | 0 | 2  | 46  | 12 | +34 | 21 | 1.     |
| 2020/21         | III.třída | 9      | 7  | 6  | 0 | 1  | 27  | 10 | +17 | 18 | 1.     |
| 2021/22         | III.třída | 9      | 22 | 13 | 6 | 3  | 85  | 41 | +44 | 49 | 3.     |
| 2022/23         | II. třída | 8      | 22 | 14 | 2 | 6  | 84  | 42 | +42 | 44 | 1.     |
| 2023/24         | I.B třída | 7      | 26 | 4  | 6 | 16 | 46  | 69 | -23 | 18 | 13.    |
| 2024/25         | II. třída | 8      | 26 | 17 | 3 | 6  | 113 | 56 | +57 | 54 | 2.     |

## Umístění v jednotlivých sezonách (C tým)
Legenda: Z – zápasy, V – výhry, R – remízy, P – porážky, VG – vstřelené góly, OG – obdržené góly, +/− – rozdíl skóre, B – body, zlaté podbarvení – 1. místo, stříbrné podbarvení – 2. místo, bronzové podbarvení – 3. místo, červené podbarvení – sestup, fialové podbarvení - nedokončeno z důvodu pandemie koronaviru.
| Česko (2008 –2015 ) |            |        |    |    |   |    |    |    |     |    |        |
|                     |            |        |    |    |   |    |    |    |     |    |        |
| Sezóny              | Soutěž     | Úroveň | Z  | V  | R | P  | VG | OG | +/− | B  | Pozice |
| 2008/09             | III.třída  | 9      | 26 | 8  | 6 | 12 | 50 | 55 | -9  | 30 | 9.     |
| 2009/10             | III.třída  | 9      | 26 | 10 | 1 | 15 | 58 | 68 | -10 | 33 | 9.     |
| 2010/11             | III.třída  | 9      | 26 | 14 | 7 | 5  | 73 | 47 | +26 | 49 | 2.     |
| 2011/12             | II. třída  | 8      | 26 | 10 | 3 | 13 | 59 | 70 | -11 | 33 | 8.     |
| 2012/13             | III. třída | 9      | 26 | 6  | 7 | 13 | 54 | 68 | -14 | 29 | 11.    |
| 2013/14             | III. třída | 9      | 26 | 10 | 3 | 13 | 57 | 75 | +18 | 35 | 9.     |
| 2014/15             | III. třída | 9      | 26 | 12 | 0 | 14 | 58 | 69 | -11 | 36 | 8.     |

## Soupisky

### A tým
| #  | Pozice | Hráč             |
| -- | ------ | ---------------- |
| 1  | B      | David Rada       |
| 2  | O      | Karel Královec   |
| 3  | O      | Matyáš Barborka  |
| 4  | O      | František Šlajs  |
| 5  | O      | Lukáš Tumpach    |
| 6  | O      | Milan Záhrobský  |
| 7  | Z      | Jakub Lucák      |
| 8  | Z      | Matěj Soupír     |
| 9  | O      | Lukáš Korelus    |
| 10 | Z      | Milan Lucák      |
| 11 | Ú      | Vojtěch Tomášek  |
| 12 | Ú      | Lukáš Svoboda    |
| 13 | Z      | Adam Vacek       |
| 14 | Ú      | Rostislav Duchoň |
| 15 | O      | Pavel Kadlec     |

| #  | Pozice | Hráč           |
| -- | ------ | -------------- |
| 16 | Ú      | David Tumpach  |
| 17 | Z      | David Soupír   |
| 18 | Z      | Tomáš Šlajs    |
| 19 | Z      | Peter Grajciar |
| 29 | B      | Tomáš Ulman    |